# بحر بسیط
بحرِ بَسیط در اصطلاح عروضی، به بحر شعری مختلف‌الارکان از ترکیب و تکرار دو رکن «مُستَفعِلُن/ فاعِلُن» (- - ل -/ - ل -) یا زحافات آنها تشکیل شده‌است. بسیط به معنی گسترده و این بحر، به ویژه در آغاز با اسباب بسط یافته‌است. (مستفعلن/ فاعلن: دو سبب خفیف، وتد مقرون/ سبب خفیف، وتد مقرون «°|°|°°|/ °|°°| – – ᴗ – /– ᴗ –»)
از بحرهایی است که در زبان فارسی چندان متداول نیست. وزن سالمِ کامل آن:
- مستفعلن فاعلن| مستفعلن فاعلن (- - ل -/ - ل -| - - ل -/ - ل -): بحر بسیط مثمن سالم

یارم اگر بوسه را، از لطف ارزان کند / شاید که یه بوسه‌اش، ارزانتر از جان کند (مهدی الهی قمشه ای)
دیگر وزن پرکاربرد آن:
- مستفعلن فعلن| مستفعلن فعلن: بحر بسیط مثمن مخبون

## زحافات
زحافات (تغییرات) مشهور بحر بسیط در شعر فارسی، از مستفعلن خبل و از فاعلن خبن است.
از مستفعلن:
1. فَعِلَتُن: مخبول

از فاعلن:
1. فعلن: مخبون

## اوزان
اوزان پرکاربرد بحر بسیط:
- مستفعلن فاعلن| مستفعلن فاعلن: بحر بسیط مثمن سالم*
- مستفعلن فعلن| مستفعلن فعلن: بحر بسیط مثمن مخبون*
- فَعِلَتُن فَعِلُن| فَعِلَتُن فَعِلُن: بحر بسیط مثمن مخبول مخبون
- مستفعلن فاعلن مستفعلن: بحر بسیط مسدس سالم